# プランジャー (SS-179)
|          | |
| 艦歴     | |
| 発注     | |
| 起工     | 1935年7月17日 |
| 進水     | 1936年7月8日 |
| 就役     | 1936年11月19日 |
| 退役     | 1945年11月15日 |
| その後   | 1957年4月22日にスクラップとして廃棄                                                                                                 |
| 除籍     | 1956年7月6日 |
| 性能諸元 | |
| 排水量   | 水上：1,335トン 水中：1,997トン |
| 全長     | 300 ft 6 in (92 m)、 298 ft (90.8 m) 水線長                                                                                         |
| 全幅     | 25 ft (7.6 m) |
| 吃水     | 13 ft 8 in (4.2 m) |
| 試験深度 | 250ft (75m) |
| 機関     | フェアバンクス＝モース10気筒 ディーゼルエンジン エリオット・モーター発電機                                                          |
| 最大速   | 水上：19.25 ノット (35.6 km/h) 水中：8.75 ノット (16 km/h)                                                                          |
| 乗員     | 士官5名、兵員45名 |
| 兵装     | （竣工時）3インチ砲1基、7.62ミリ50口径機銃2基、7.62ミリ30口径機銃2基 （1943年6月）4インチ砲1基、20ミリ機銃2基 21インチ魚雷発射管6門 |

プランジャー (USS Plunger, SS-179) は、アメリカ海軍の潜水艦。ポーパス級潜水艦の一隻。艦名は「潜水夫」を意味する一般名詞。その名を持つ艦としてはSS-2の初期艦名に続き2隻目。なお、退役から17年後にパーミット級原子力潜水艦3番艦として3代目プランジャー (SSN-595)が就役している。

## 艦歴
プランジャーは1935年7月17日にメイン州キタリーのポーツマス海軍造船所で起工した。1936年7月8日にイーディス・E・グリーンリーによって命名、進水し、1936年11月19日に艦長ジョージ・L・ラッセル少佐（後の第10潜水戦隊司令官）の指揮下就役する。
プランジャーは1937年4月15日にグレーブズエンド湾を出航し、グアンタナモ湾、パナマ運河地帯、エクアドルのグアヤキルを巡航した。ポーツマスでの整調後改修を終えると、11月にサンディエゴを出航し第6潜水戦隊第14潜水小艦隊に合流する。続く数年間をサンディエゴ海域での作戦活動に費やし、プランジャーは1938年3月15日にダッチハーバーで潜水母艦ホーランド (USS Holland, AS-3) および他の5隻の潜水艦と合流した。その後数年間、パナマおよびハワイ沖で訓練巡航を行い、1941年11月30日に真珠湾に到着。12月8日の真珠湾攻撃時には、艦長デヴィッド・C・ホワイト少佐（アナポリス1927年組）の指揮下、ダイヤモンドヘッド沖を巡行中であった。

### 第1、第2の哨戒 1941年12月 - 1942年7月
12月14日、プランジャーは最初の哨戒でガジョン (USS Gudgeon, SS-211) およびポラック (USS Pollack, SS-180) とともに日本近海に向かった。この3隻は、2つの重要な新兵器を搭載していた。それは、マーク14型魚雷に取り付けられた磁気爆発突、もう一つは初期型のSDレーダーであった。プランジャーは紀伊水道周辺を哨戒し、1942年1月18日には潮岬近海で貨物船栄山丸（興国汽船、4,702トン）を撃沈した。2月4日、プランジャーは52日間の行動を終えて帰投した。
このあと、プランジャーは事故に遭遇する。1942年2月17日、真珠湾でドック入りして整備中の際、船体を支えていたブロックが崩れてプランジャーは右舷側に倒れた。船体が岸壁に引っかかったため完全な横転は避けられたが、事故により次回の哨戒まで間が開くこととなった。
プランジャーは6月5日のミッドウェー海戦に参加し、ミッドウェー島とハワイの中間海域の哨戒で15日間行動した。海戦後の6月9日、プランジャーは2回目の哨戒で東シナ海に向かった。主に上海沖を哨戒。この哨戒中、プランジャーはイタリア船籍の客船コンテ・ヴェルデ (SS Conte Verde 18,765トン) に遭遇した。この船は交換船であり、本国に引き揚げるジョセフ・グルー大使を含むアメリカ外交団が乗船していた。これより先の6月5日に、太平洋艦隊潜水部隊司令官ロバート・H・イングリッシュ少将は、交換船コンテ・ヴェルデおよび浅間丸（日本郵船、16,975トン）に関する情報を哨戒中の潜水艦に通知した。6月25日に浅間丸が出航したのを受けて、イングリッシュ少将は改めて交換船に関する情報を送信した。しかし、プランジャーのホワイトはこの情報をこの時点では受信しなかったが、6月26日と28日に至って、重ねて送信された交換船情報が届いた。2日後の6月30日朝7時、プランジャーは北緯30度08分 東経123度16分 / 北緯30.133度 東経123.267度の地点で、規定どおりの塗装と照明をしているコンテ・ヴェルデに800ヤードまで接近し、コンテ・ヴェルデの写真を撮影して攻撃はしなかった。プランジャーは、もう少しで後年のクイーンフィッシュの失態に先んじる失態を演じるところであった。コンテ・ヴェルデ撮影より先、プランジャーは貨物船に対して浮上攻撃を行う。アメリカ側の記録では、この攻撃によりプランジャーは海軍徴傭船第五雲海丸（中村汽船、2,841トン）を撃沈したとするが、同船は1944年11月14日にレイトン (USS Raton, SS-270) が撃沈している。7月2日には、プランジャーは北緯30度19分 東経123度27分 / 北緯30.317度 東経123.450度の長江河口付近で第131船団を攻撃し、船団から遅れていた陸軍徴傭船第三雲洋丸（中村汽船、2,977トン）を撃沈した。7月15日、プランジャーは36日間の行動を終えてミッドウェー島に帰投。真珠湾に回航されて改修を受けた。

### 第3、第4の哨戒 1942年10月 - 1943年1月
10月12日、プランジャーは3回目の哨戒でソロモン諸島方面に向かった。この頃、アメリカ軍はガダルカナル島のマタニカウ川およびエスペランス岬への攻撃を行っていた。プランジャーは同海域の偵察および「東京急行」に対する攻撃を行った。10月29日、空母隼鷹の搭載機による爆撃を受けた。11月2日、プランジャーはマリンジ環礁近海を航行中、海図にない暗礁で座礁して聴音機器と艦底部分を損傷した。翌11月3日、プランジャーは南緯07度05分 東経159度52分 / 南緯7.083度 東経159.867度のラモス島近海で名取型軽巡洋艦を発見し、魚雷を4本発射。爆雷攻撃を受けたが、大した損傷は受けなかった。11月8日、プランジャーは27日間の行動を終えてブリスベンに帰投。損傷部分の修理を行った。この哨戒では、後にダーター (USS Darter, SS-227) 艦長となるデヴィッド・H・マクリントック大尉（アナポリス1935年組）の、11月3日の戦闘における統率力が評価された。
11月22日、プランジャーは4回目の哨戒でソロモン諸島方面に向かった。ガダルカナル島海域およびニュージョージア島ムンダ沖で哨戒を行った。この頃、ムンダには日本軍の艀船が夜間に訪れ兵員と物資を陸揚げし、夜が明けると島を離れるという行動を繰り返していた。12月16日から17日にかけての夜、プランジャーは4隻の駆逐艦と遭遇、その近くで陸揚げ中の2隻の船に対して攻撃を行い、発射した魚雷の爆発を確認すると、反撃をかわして戦線を離脱した。17日夜にも駆逐艦に対して魚雷を4本を発射し2つの命中音を聴取したものの、はっきりとした戦果は確認できなかった。1943年1月8日、マキンとナウル島間の海域を航行中のプランジャーは九七式飛行艇の爆撃を受けたが、被害はなかった。1月12日、プランジャーは53日間の行動を終えて真珠湾に帰投。艦長がレイモンド・H・バス少佐（アナポリス1931年組）に代わった。

### 第5、第6の哨戒 1943年2月 - 5月
2月16日、プランジャーは5回目の哨戒でマーシャル諸島方面に向かった。2月27日、プランジャーはジャルート環礁西方で給油艦石廊を撃破。3月12日には北緯07度15分 東経158度45分 / 北緯7.250度 東経158.750度のポンペイ島南方海域で、ナウル島への給水任務を終えてポンペイ島に向け帰投中の特設給水船大寶山丸（三井船舶、1,804トン）に対して魚雷を4本発射し、1本を大寶山丸の左舷に命中させて撃沈した。3月27日、プランジャーは29日間の行動を終えて真珠湾に帰投した。
4月23日、プランジャーは6回目の哨戒でマーシャル諸島およびマリアナ諸島方面に向かった。5月8日、プランジャーはトラック諸島から横浜に向かう第4508船団を発見する。船団中の特設給兵船辰武丸（辰馬汽船、7,068トン）が低質炭を搭載したがために速力が出ず、プランジャーは第4508船団を容易に追跡し攻撃することが出来た。翌9日未明2時11分頃、プランジャーは特設水上機母艦國川丸（川崎汽船、6,863トン）に対して魚雷を発射して2本命中させるも、いずれも不発であった。午後に入って國川丸に向けて魚雷を再度発射し、國川丸の船底に魚雷が1本命中したものの、またもや不発だった。第4508船団は偽航路など策を弄して北上を続けるが、次第に速力に優る國川丸および陸軍特殊船摩耶山丸（三井船舶、9,433トン）と、低速の辰武丸およびそれに付き添う特設運送船畿内丸（大阪商船、8,357トン）は離れてゆく。5月10日4時ごろ、プランジャーは北緯14度29分 東経149度00分 / 北緯14.483度 東経149.000度のサイパン島東方海域で畿内丸に魚雷を命中させ、航行不能に陥らせる。約3時間半後、畿内丸の救助のため接近した辰武丸に対しても魚雷を3本発射し、1本が船体後部に命中して辰武丸は轟沈した。正午過ぎ、プランジャーは再度畿内丸に魚雷を命中させ、畿内丸の船橋前部には亀裂が走って沈没の危機が増した。やがて火災が発生した畿内丸は放棄され、プランジャーは翌11日朝に浮上し、未だ浮いていた畿内丸に3インチ砲と20ミリ機銃を撃ち込んで止めを刺した。畿内丸の沈没を確認したプランジャーは、第4508船団への複数回の攻撃で魚雷を使い切ったため、哨戒を終了してミッドウェー島に針路を向けた。5月22日、プランジャーは29日間の行動を終えて真珠湾に帰投した。

### 第7、第8、第9の哨戒 1943年6月 - 12月
6月18日、プランジャーは7回目の哨戒でパーミット (USS Permit, SS-178) 、レイポン (USS Lapon, SS-260) とともに日本海に向かった。日本海への侵入は戦時においては初めてであり、満州および朝鮮半島から物資を運ぶ船団や単独航行船舶への攻撃を企図した。3隻は、日本海には獲物が群集しているものと期待して宗谷海峡から日本海に入った。7月7日、プランジャーは北緯37度33分 東経133度09分 / 北緯37.550度 東経133.150度の隠岐島沖で商船安山丸（興国汽船、5,493トン）に対して魚雷を4本発射。そのうちの2本が命中したが、2本とも不発であった。安山丸は損傷して座礁したものの沈没は免れ、プランジャーは浮上砲戦を挑んだものの撃退された。7月12日には、北緯42度56分 東経139度57分 / 北緯42.933度 東経139.950度の地点で貨客船新高丸（北日本汽船、2,482トン）を撃沈した。3隻は哨戒終了後、宗谷海峡を再び通過した。7月20日、プランジャーは32日間の行動を終えてミッドウェー島に帰投した。
8月6日、プランジャーは8回目の哨戒で「マッシュ」・モートン艦長のワフー (USS Wahoo, SS-238) とともに日本海に向かった。8月18日、プランジャーは北緯43度24分 東経140度28分 / 北緯43.400度 東経140.467度の地点で大国丸（内外汽船、5,633トン）を攻撃し、魚雷が命中しなかったにもかかわらず大国丸は「損害軽微」と報告した。8月20日夕刻には北海道日方泊岬沖で貨物船盛泰丸（坂本商事、3,404トン）を撃沈。2日後の8月22日には北緯42度39分 東経139度47分 / 北緯42.650度 東経139.783度の地点で蟹工船遼海丸（日本海洋漁業統制、4,655トン）を撃沈した。僚艦のワフーが魚雷の不良に悩まされてサンパン3隻しか戦果がなかったのに対し、プランジャーは恵まれていた。9月5日、プランジャーは30日間の行動を終えて真珠湾に帰投。プランジャーは終戦までに日本海で2度の哨戒を行って完了した唯一の艦となった（ワフーは間もなく2度目の哨戒を成功させたが帰路で撃沈されている）。
11月6日、プランジャーは9回目の哨戒でガルヴァニック作戦に参加してマーシャル諸島およびギルバート諸島方面に向かった。この哨戒では偵察に加えて救助配備任務に従事し、11月15日にはミリ環礁近海で、撃墜された爆撃機の乗員の救助にあたる。この救助作業中、零戦が救命ボートに対して機銃掃射を行い、プランジャーの副長および水兵5名が重傷を負った。しかしながらフランクリン・G・シュラム中尉の救助に成功した。12月2日夜には北緯06度17分 東経171度40分 / 北緯6.283度 東経171.667度の地点で、駆逐艦を伴って高速で航行中の長良型軽巡洋艦に対してレーダーを使った夜間水上襲撃を行ったが、攻撃は成功しなかった。12月18日、プランジャーは42日間の行動を終えてミッドウェー島に帰投した。

### 第10、第11、第12の哨戒 1944年1月 - 9月
1944年1月13日、プランジャーは10回目の哨戒で日本近海に向かった。本州沖を哨戒したが、頻繁な爆雷攻撃を受けることとなった。しかしながら危険の中の行動は有益なものであった。2月2日、プランジャーは北緯33度32分 東経135度59分 / 北緯33.533度 東経135.983度の地点で第8201船団を発見して攻撃し、貨物船第五東洋丸（澤山汽船、2,193トン）と貨物船第八東洋丸（澤山汽船、2,191トン）の2隻を撃沈。2月23日には鳥島近海で特設運送船君島丸（飯野海運、5,193トン）を撃沈した。3月8日、プランジャーは55日間の行動を終えて真珠湾に帰投。艦長がエドワード・J・フェーイ少佐（アナポリス1934年組）に代わった。
5月8日、プランジャーは11回目の哨戒で小笠原諸島方面に向かった。しかし、この哨戒では浮遊機雷を1個発見した以外、大した事件は起こらなかった。6月30日、プランジャーは56日間の行動を終えてミッドウェー島に帰投した。
7月23日、プランジャーは12回目の哨戒でトラック諸島方面に向かった。8月13日、プランジャーは北緯08度07分 東経154度19分 / 北緯8.117度 東経154.317度の地点で5,000トン級貨物船を発見して攻撃し、その撃沈を報じた。9月14日、プランジャーは51日間の行動を終えてブリスベンに帰投。これがプランジャーの最後の哨戒となった。

### 訓練艦・戦後
プランジャーはオーバーホール後、より優れたガトー級潜水艦やバラオ級潜水艦の大量就役により第一線任務から退くこととなった。1945年2月15日、プランジャーはニューロンドンに向けて出航。ニューロンドンでは訓練艦としての任務に従事し、10月25日にニューヘイブンでの海軍記念日の記念式典に参加した。プランジャーは10月30日にボストン海軍工廠に到着し、同地で1945年11月15日に退役した。
予備役状態のまま保管されたプランジャーは海軍予備役兵の訓練艦へと改修され、1946年5月にニューヨーク州ブルックリンに到着した。同地での任務後、1952年5月8日にフロリダ州ジャクソンビルに向けて出航し、海軍予備役兵訓練プログラムの支援を行う。1954年2月18日にニューヨークに帰還、1956年7月5日に不要との決定がなされ、7月6日に除籍された。プランジャーは1957年4月22日にペンシルベニア州ベスレヘムのベスレヘム・スチール社にスクラップとして売却された。
プランジャーは第二次世界大戦の戦功で14個の従軍星章を受章した。